# Partito Democratico Cristiano Sammarinese
Der Partito Democratico Cristiano Sammarinese (PDCS) ist die christdemokratische Partei San Marinos. Sie wird derzeit von Gian Carlo Venturini geführt.
Die Partei wurde am 9. April 1948 als Pendant zur italienischen Democrazia Cristiana gegründet. Bis 1957 stellten Sozialisten und Kommunisten gemeinsam die Regierung, während Christdemokraten, Sozialdemokraten und Unabhängige in der Opposition waren. 1957 bildete die PDCS zusammen mit der PSDIS eine Koalition, dieses Bündnis regierte bis 1973. Bis 1974 regierte der PDCS gemeinsam mit dem MLS und dem Partito Socialista Sammarinese von 1974 bis 1978 zusammen mit dem PSS. 1978  bis 1986 regierte wieder eine sozialistisch-kommunistische Koalition. Nach den Wahlen 1986 einigten sich Christdemokraten und Kommunisten auf eine gemeinsame Regierung und bildeten für sechs Jahre eine Koalition. Von 1992 bis 2006 bildeten PDCS und PSS und zeitweise weitere kleine Parteien die Regierung.
Bei den Parlamentswahlen vom 4. Juni 2006 verlor die PDCS zwar im Vergleich zur vorigen Wahl im Jahr 2001 über 8 Prozentpunkte, wurde aber mit 32,9 % wiederum stärkste Kraft und erhielt 21 der 60 Mandate des Consiglio Grande e Generale. Dennoch musste sie gegen das Bündnis Alleanza Popolare dei Democratici Sammarinesi per la Repubblica von Sozialdemokraten, Linken und Liberalen wieder in die Opposition. Bei den Wahlen 2008 konnte die PDCS selbst leicht hinzugewinnen, gewann mit dem von ihr geführten „Pakt für San Marino“ die absolute Mehrheit der Mandate und stellte wieder die Regierung. 2012 gewann das Wahlbündnis Bene Commune unter der Führung des PDCS die Parlamentswahlen. Bei den Wahlen Ende 2016 unterlag das Bündnis San Marino prima di tutto, dem die PDCS angehörte in der Stichwahl.

## Organe
Die Organe des PDCS sind 
- der Parteitag (Congresso Generale)
- der politische Sekretär (Segretario Politico)
- der Parteivorstand (Direzione)
- das Zentralkomitee (Consiglio Centrale)
- der Präsident des Zentralkomitees (Presidente del Consiglio Centrale)
- der Kontrollausschuss (Comitato dei Garanti)
- die Parlamentsfraktion (Gruppo Consiliare)
- der Vorsitzende der Parlamentsfraktion (Presidente del Gruppo Consiliare)
- die Vorstände der Ortsvereine (Direttivo di Sezione)
- der Sekretär der Ortsvereine (il Segretario di Sezione)

### Der Parteitag
Der Parteitag ist oberstes Organ der Partei, er legt die politischen Richtlinien fest. Er setzt sich zusammen aus den Delegierten der Ortsvereine. Der Parteitag tritt regulär alle drei Jahre zusammen, ein Drittel der Parteimitglieder oder zwei Drittel des Zentralkomitees können einen außerordentlichen Parteitag beantragen.
Der Parteitag wählt den politischen Sekretär, das Zentralkomitee und die Mitglieder des Kontrollausschusses.

### Der politische Sekretär
Der politische Sekretär wird für drei Jahre vom Parteitag gewählt. Er vertritt die Partei im juristischen Sinne und ist für die Umsetzung der Parteitagsbeschlüsse zuständig. Ihm obliegt die Koordination der Partei und die Kontakte zur Regierung, der Fraktion und anderen Institutionen sowie die Pressearbeit.

### Der Parteivorstand
Der Vorstand ist das Exekutivorgan der Partei. Er wird vom politischen Sekretär geleitet und hat 18 Mitglieder, von denen acht nicht dem Parlament angehören.

### Das Zentralkomitee
Das Zentralkomitee ist das Beschlussorgan der Partei. Ihm gehören 88 Mitglieder an, die während des Parteitags von den Delegierten der jeweiligen Ortsvereine gewählt werden. Die Mitglieder der Parlamentsfraktion und die Regierungsmitglieder des PDCS gehören per Amt dem Zentralkomitee an.
Das Zentralkomitee wählt den Präsidenten.

## Wahlergebnisse
| Jahr | Stimmen | %    | Sitze |
| ---- | ------- | ---- | ----- |
| 1951 | 1.917   | 43,0 | 26    |
| 1955 | 2.006   | 38,2 | 23    |
| 1959 | 2.815   | 44,3 | 27    |
| 1964 | 5.939   | 46,8 | 29    |
| 1969 | 5.708   | 44,0 | 27    |
| 1974 | 5.451   | 39,6 | 25    |
| 1978 | 6.380   | 42,3 | 26    |
| 1983 | 7.068   | 42,1 | 26    |
| 1988 | 9.001   | 44,1 | 27    |
| 1993 | 9.010   | 41,4 | 26    |
| 1998 | 8.907   | 40,9 | 25    |
| 2001 | 9.031   | 41,4 | 25    |
| 2006 | 7.257   | 32,9 | 21    |
| 2008 | 6.693   | 31,9 | 22    |
| 2012 | 5.828   | 29,5 | 21    |
| 2016 | 4.752   | 24,5 | 10    |

2008: PDCS-EPS-AeL
2012: PDCS-NS